# Paul Carell
Paul Carell, pseudonimo di Paul Karl Schmidt (Kelbra, 2 novembre 1911 – Rottach-Egern, 20 giugno 1997), è stato un funzionario e scrittore tedesco, importante dirigente della propaganda del Terzo Reich e autore di narrazioni storiche dedicate alle campagne della seconda guerra mondiale raccontate dal punto di vista tedesco.

## Biografia
Dopo essersi laureato nel 1934, Paul Karl Schmidt, membro del Partito Nazista dal 1931, e delle SS dal 1938, venne promosso Obersturmbannführer delle Allgemeine-SS civili nel 1940 e dallo stesso anno diresse il Dipartimento Stampa del Ministero degli Esteri della Germania nazista durante la seconda guerra mondiale alle dipendenze del ministro Joachim von Ribbentrop. Schmidt organizzava la conferenza stampa quotidiana del Ministero degli Esteri e collaborava nella direzione della propaganda di guerra con Otto Dietrich (Reichspressechef di Adolf Hitler) e con Hans Fritzsche (capo ufficio stampa del Ministero della Propaganda di Joseph Goebbels). Schmidt aderì pienamente, nel suo ruolo di propagandista, alle politiche anti-ebraiche del Terzo Reich e al programma di annientamento degli ebrei d'Europa; nella sua propaganda tratteggiò il "problema ebraico" come "una questione di igiene politica" escludendo qualsiasi argomento di "umanità" o "religione".
Dopo la guerra Paul Karl Schmidt divenne, con lo pseudonimo di Paul Carell, un autore di successo e scrisse come giornalista freelance sotto vari nomi (come, ad esempio, P.C. Holm) per giornali come Die Welt e Die Zeit. Scrisse anche per le riviste Norddeutsche Rundschau e Der Spiegel, e pubblicò alcuni resoconti di storie di guerra per Der Landser.
(Die Wüstenfüchse - Le volpi del deserto - sulla campagna del Nordafrica, Sie kommen! - Arrivano! - sulla battaglia di Normandia, Unternehmen Barbarossa - Operazione Barbarossa - e Verbrannte Erde - Terra bruciata - dedicati al fronte orientale), mostrò notevole abilità narrativa rappresentando in termini sostanzialmente positivi le qualità e la condotta bellica degli ufficiali e dei soldati tedeschi, tratteggiati con abilità ed empatia durante le loro giornate di combattimento nel corso delle alterne vicende del conflitto.
Aderendo alla tradizionale rappresentazione del dopoguerra mirante a deresponsabilizzare i soldati e gli ufficiali tedeschi dagli innumerevoli e sistematici crimini compiuti, Carell nei suoi libri perpetrò il mito della "Wehrmacht pulita", secondo il quale la guerra e le violenze perpetrate dalle truppe tedesche erano solo imputabili agli errori di condotta bellica e volontà di Adolf Hitler. Carell narra, con dovizia di particolari e con uno stile a tratti avvincente, le imprese, le vittorie e le sconfitte della Wehrmacht su tutti i fronti.  L'autore peraltro si limita, soprattutto nei lavori dedicati alla narrazione della campagna di Russia, ad un'esposizione cronachistica delle battaglie, utilizzando un numero quasi nullo di fonti sovietiche o anglo-americane mentre utilizza abbondantemente fonti memorialistiche tedesche di dubbia attendibilità ed evitando qualsiasi riferimento ai crimini delle Forze armate tedesche ed alle politiche di annientamento portate avanti all'est dall'apparato politico-militare della Germania nazista.

## Opere
- Le volpi del deserto, traduzione di M. Calaresu, Collana La Spingarda, Milano, Baldini & Castoldi, 1961. Collana Superbur Saggi, BUR, Milano, 1999.
- Sie kommen! Arrivano! tedeschi con le spalle al muro, alleati con la vittoria in mano, traduzione di Giulio Pagani, Milano, Longanesi, 1962.  Collana Superbur Saggi, BUR, Milano, 1998.
- Operazione Barbarossa. Russia 1941-1945, Milano, Longanesi, 1967.
- Terra bruciata. Russia 1941-1945, Milano, Longanesi, 1972.
  -  La campagna di Russia 1941-1944. Operazione Barbarossa. Terra bruciata (2 voll.), Collana Bur Storia, Milano, BUR, 2000, ISBN 978-88-17-25904-0.
- Stalingrad, Sieg und Untergang der 6. Armee, Ullstein-Verlag, 1992, ISBN 3550075154.